# D'où je viens
 (novembre 2021).
Albums de Mac Tyer
Le Général
(2006) Hat Trick
(2010)
D'où je viens est le 2e album de Mac Tyer sorti en 2008.

## Listes des titres
1. L'Intro du général
2. Clac clac
3. Mauvais Œil dans le périmètre (Feat. Mr Toma)
4. Mon pote Omar
5. Killers
6. D'où je viens
7. Marcher sur nos rêves (Feat. Julia Sarr)
8. Laissez-moi revendiquer
9. Déstress
10. Je m'ennuie grave
11. Le Placard
12. La Riposte
13. Vroum vroum
14. Produit de mon environnement
15. Ghetto Boyz (Feat. Mac Kregor)
16. Chronique d'un enfant perdu
17. Outro